# فلورنسا هنتلي
فلورنسا هنتلي (بالإنجليزية: Florence Huntley)‏ هي صحفية أمريكية، ولدت في 1861 في ألايانس في الولايات المتحدة، وتوفيت في 1 فبراير 1912 في أوك بارك في الولايات المتحدة.